# Judy Nunn
Judy Nunn (* 13. dubna 1945 Perth) je australská herečka, scenáristka a spisovatelka. Hraje v divadle, televizi i filmu, od 80. let pak mimo to píše prózu. Její první knihy byla určena mládeži, následovaly pak různé romány čerpající převážně z dějin Austrálie nebo z autorčiných znalostí uměleckého prostředí.

### České překlady
- Kal
- Pod Jižním křížem (orig. Beneath the Southern cross)
- Bouřlivá země (orig. Teritorry)